# Batalla de Pol·lència
La batalla de Pol·lència es va lliurar el 6 d'abril del 402 (durant la Setmana Santa) entre els romans i els visigots.
Des de febrer, els visigots, dirigits per Alaric I, havien estat assetjant Mediolanum (Milà), la capital de l'Imperi Romà d'Occident d'Honori, defensada per les tropes romanes. L'arribada de Estilicó i el seu exèrcit va obligar a Alaric a alleujar el setge i traslladar-se cap a Hasta (actualment Asti) a l'oest d'Itàlia. Estilicó va seguir l'exèrcit visigot fins a Pol·lència (Pollenzo en l'actualitat) on el va atacar. Aquest atac va tenir lloc durant la Pasqua festa que els visigots celebraven. Estilicó va capturar familiars d'Alaric, mentre l'alà Saül, comandant de la cavalleria, va ocupar el campament de l'enemic. Els romans van trobar un gran botí al campament visigot, i van recuperar els tresors que havien anat acumulant des de la batalla d'Adrianòpolis de l'any 378. Estilicó va oferir el retorn dels presoners a canvi que els visigots es retiressin a Il·líria, però en arribar a Verona, Alaric va aturar la retirada i va ser derrotat en la batalla de Verona. Amb molts dels seus generals, Alaric es va veure obligat a sortir d'Itàlia.